# الدفنة (فرع العدين)

تعديل مصدري - تعديل

الدفنة محلة تابعة لقرية الميثانة، التابعة لعزلة المسيل بمديرية فرع العدين إحدى مديريات محافظة إب في الجمهورية اليمنية، بلغ تعداد سكانها 31 حسب تعداد اليمن لعام 2004.